# Емоционално развитие
Емоционалното развитие представлява появата и качествената смяна на фазите (стадиите) на опита на детето в изразяване, разбиране и регулирането (управлението) на емоциите от раждането до края на подрастващата или в краен случай на юношеската възраст. През ранна детска възраст емоционалното развитие добива особено надмощие в живота на детето. Емоциите стоят в основата на всяка познавателна проява у малкото дете и се превръщат в двигател на психичното развитие през ранната възраст. Емоциите стимулират самото възникване на всички видове и степени на познавателните прояви – от усещанията до мисленето и говора. Емоционалното развитие не остава изолиран процес, то е свързано с когнитивното и поведенческото развитие, но също е подложено на социалните и културните влияния на средата.

## Емоционалното развитие при детето
Развитието на разбирането за емоциите при детето е силно повлияно от средата, в която то расте, от личностните му характеристики, както и от взаимодействията с родители и близки хора. Социалното и емоционалното развитие са тясно свързани. Родителите и близките хора играят ключова роля при развитието, но детето непрестанно разширява границите на своя свят, като по този начин влияние върху него оказва и останалия социален контекст.
Редица психолози като К, Изард, П. Екман и други предполагат, че емоционалната система е вродена при детето и е най-зряла в сравнение с останалите системи в човешкия организъм. Следователно емоционалното развитие на детето се осъществява на базата на вроденото свойство на нервната система да реагира различно на определени изменения на вътрешната и външната среда. При бебетата се наблюдава присъствието на признаци на някои базисни емоции, но най-ранният им емоционален живот се състои почти изцяло от две глобални състояния на физиологична възбуда. Тези състояния са привлеченост към приятна стимулация и отдръпване от неприятна стимулация. „Едва постепенно емоциите стават ясни, добре организирани сигнали.“ Наблюдава се определена закономерност в развитието на емоциите – положителните емоции възникват по-късно от отрицателните. Според някои психолози, за да възникне дадена положителна емоция като активна радост, усмивка, е необходим по-активен контакт с околната среда и известен вече натрупан опит. Реакции на неприятно преживяване при бебетата могат да се появяват при външни дразнители (внезапен силен шум, груба промяна в положението на тялото, препречване на движенията му). „А реакции на приятно състояние се наблюдават у бебето, когато бозае или усеща люлеене, потупване, затопляне и др.“ С порастването на детето заедно с тези прояви започва и тяхното диференциране, усложняване, като наред с плач или оживени движения се появяват по-специфични реакции при различни емоционални състояния: хвърляне, съпротива, а по-късно – бягане, скриване и някои вербални реакции. На 2-3-годишна възраст при децата се наблюдават появата на емоционални реакции като например емпатия при плач на друго дете. По-нататък в развитието на детето (предучилищна възраст) се наблюдава диференциране на емоционалните състояния. Те се развиват в по-разнообразни и по-богати чувства при взаимоотношенията на детето с другите деца и възрастните. Полага се началото на формирането на висшите чувства – морални, социални, естетически, интелектуални. Едновременно с тях се проявяват и някои от отрицателните – завист, омраза, озлобление. Роля при развитието на емоциите оказват както биологичните процеси на съзряване, така и непрестанните процеси на учене, които са неразривно свързани.
Една от теориите за емоционално развитие принадлежи на К. Изард. Той изказва предположението, че качеството на индивидуалното емоционално преживяване остава едно и също за всички фази на човешкия живот, но, твърди той, причините, които го предизвикват, както и последиците от него, зависят от степента на зрялост на индивида. В основата на неговата теория заляга позицията за адаптивната функция на емоциите. В съответствие с нея, произходът и развитието на емоциите се подчиняват на биологични закони и се развиват спрямо придобиването на адаптивната си функция в живота на детето, а след това и на възрастния.

## Модел на базовите емоции по Керъл Изард

### Любов
Любовта е искрено и чисто чувство, най-дълбинното, което детето изпитва. Любовта има не само афективно, но и когнитивно съдържание. Тя е съчетание от радост, любопитство, емпатия. Любовта се преживява от човека като удоволствието от взаимното разбирателство, от участието в живота на другия. Значението на майчината обич за малкото дете е огромно (Боулби). Любовта на детето драматично зависи от любовта, която получава от майката – тя се превръща в източник на сила за детската обич. Всяко посегателство върху връзката майка-дете се отразява драматично върху детето, пораждайки усещане за отхвърленост, неприетост, изоставеност; оформя бавно позиция на враждебност към другите. „Когато детето не получава обич, то не може да дари и другите с обич.“ По-късно чрез получената обич детето състрадава, но ако тя липсва, детето губи способността си да обича. Детето ще бъде способно само да познава страданието, но не и да обича.

### Интерес и любопитство
Детето се приема като изначално активно същество, цялостното му отношение към света е активно. Детето изгражда „картината за света“ чрез когнитивните действия, твъди Пиаже. Любопитството и интересът са тези емоции, които организират когнитивните действия при детето и им придават насоченост, т.е. когнитивните действия и емоциите са взаимосвързани. „Когнитивните действия, насочени към възпроизвеждане на обектите, предизвикват любопитство, но веднъж проявено, любопитството поддържа разгръщането на когнитивните действия.“  Любопитството придава значимост на отделните явления от действителността. Също така, твърди Маслоу, любопитството е една от причините за самоактуализацията и творчеството на детето. То преминава във удивление, когато се съчетава с радост. Ако потребността е задоволена, детето осъществява актуализиране и непрекъснато се удивлява от битието.

### Радост и щастие
Детето се ражда с предразположение да изпитва радост. Това е свързано с определени социално значими действия, с творчество, с близостта и присъствието на другите. Тя съпровожда актуализирането, чрез осъзнаване на собствените възможности и тяхното реализиране при поставяне на цели. Радостта се свързва и с удоволствието. Тя разкрива съпричастност към света, изпълва детето със сила и увереност. Радостта засилва привързаността. Когато връзката „дете-майка“ е надеждна, детето изпитва радост, проникната от усещането за доверие и сигурност. Радостта възниква спонтанно, когато детето постигне своята цел, но тази цел трябва да е значима. От най-ранна възраст (4 – 6 месеца) децата са в състояние да разпознаят радостта, което е изследвано чрез изображение. Бебетата се вглеждали по-продължително в лицата, изразяващи радост, отколкото тези, които изразяват гняв. К.Изард обяснява това различие с адаптивната функция на радостта в живота на детето. Радостта подтиква детето към алтруистични постъпки и е свързана със съпричастността. Според Уилям Щутц, радостта може много лесно да бъде помрачена от засилен контрол върху действия и постъпки, повърхностни и безлични отношения, затвореност, ограничаваща вътрешния потенциал. Радостта е едно от главните преживявания през всички периоди на детството. Тя е главната предпоставка за щастлив живот на детето и условие за нормално развитие.

### Страх
Страхът е една от най-рано преживените емоции и се свързва с усещането, че детето се съмнява в сигурността и безопасността в дадена ситуация. Най-често срещаният израз на страх при бебета е към непознати възрастни. Реакцията е наречена тревожност от непознати. Появява се към 7-9-и месец, последван от страх от тъмно след 1 – 1,6 години, и накрая се появява страх от животни след 1,6 – 2 години. Интерпретирането на дадено събитие като пораждащо страх изисква определен когнитивен опит и известно самопознание(„аз се страхувам“). Разграничаването на нещата на познати и непознати създава условия за развитието на страховете, затова и през 7-8-и месец се появява страхът от раздялата със значимите хора. Когнитивното развитие е причината за поява на страхове, свързани с определени обекти. Когато детето е фрустрирано (напр. раздяла с майка) може да се породи гняв и разочарование, което да премине в страх. Бронсън изказва важната идея, че страхът се появява постепенно и около 6-ия месец вече е като ясно обособена реакция, а също и че отношение на майката към детето може да се превърне в предпоставка за страх. Със своя експеримент за скриване на лицето на майка от дете, Троник доказва, че децата от най-ранна възраст могат да контролират собственото си поведение, както и поведението на другите.

### Тревожност (безпомощност)
Тревожността се появява, когато възникне заплаха за разрушаването на близостта и връзката „дете-майка“. Заплахата се свързва със загубата на любов и сигурност, както и с усещане за безнадеждност и безпомощност. Тя е израз на протест срещу раздялата (Зигмунд Фройд). Ерик Ериксон свързва тревожността със страха от загуба на идентичност. За малкото дете раздялата не е просто прекъсване на една външна връзка, а е загуба на част от него.

### Страдание (печал) и Депресия
Страданието е емоция, която се появява при продължителна и силна стимулация. Силната стимулация може да бъде физическа болка, разочарование, загуба (качество, сили, самоуважение, материални притежания, роли, позиции, обект на привързаност и др.). Страданието може да се появи и от самия спомен за него. „Първата причина за страданието се открива в самия акт на раждане, на физическо отделяне на детето от неговата майка.“  „Страданието е неотделима част от живота.“ Съществува връзка между страдание, страх и гняв. Една причина за страданието е загубата на близък човек. Редица изследвания са доказали, че идеята за смъртта присъства от най-ранна възраст в съзнанието на детето. Чувството на печал показва, че е застрашена събитийността. Опечалеността може да се свърже със страха и с гнева: ако във връзката печал-страх страхът придобие надмощие, това би затруднило адаптирането на детето и ще възникне тревожност. „Опечалеността може да се свърже и със срама и да възникне болезнена стеснителност, ако детето е посрещано с презрение или безразличие.“ Според Дж. Боулби мъката и опечалеността се раждат в пространството на привързаността и раздялата на детето с майката. Несигурността в привързването води до изграждане на негативни когнитивни схеми, а от там и до депресия. Депресията е едно от най-тъжните афективни състояния. Мартин Селигмън свързва депресията със състояние на „заучена безпомощност“. Той смята, че депресията е ситуация, върху която е невъзможно да се вземе контрол. Независимо какво я поражда, депресията нарушава пълноценното съществуване на детето, помрачава радостта, а много често води и до самоубийства или опити и мисли за такива. От друга страна, счита Изард, преживяванията на загуба и автономия могат да подтикнат детето към състрадание.

### Вина
Вината започва с различаването на доброто и злото. Тя е свързана с осъзнаване на собственото предателство, разрушаващо доверието на „значимите други“. Детето, което изпитва вина, се чувства безрадостно, виновно, недостойно. То се опитва да избяга от контакт с другите. Вината като чувство се появява в по-късно възраст, тя е свързана със самосъзнанието на детето: приемане на определени ценности, развитие на морал и вярност към ценностите, развитие на самоконтрол върху постъпките при откриване на несъответствия между реално поведение и приетите ценности, на които трябва да се подчини (К.Изард). Развитието на съвестта и вината е свързано с развитието на отговорността, която детето изгражда. Вината се появява, когато детето почувства, че е прекрачило границите на собствените си убеждения, или, когато не може да постигне очакванията, които другите имат спрямо него. Вината изисква разкаяние или оправдание. Хофман открива, че съчувствието събужда по-лесно вината, отколкото заплахата. Вината помага да детето да почувства страданието и болката на обидения човек. Това довежда детето до търсене на подходящи думи или постъпки, които да помогнат на другия, или вината може да доведе до просоциални действия и сътрудничество.

### Срам, Срамежливост и гордост
Срамът и гордостта предполагат не само определени когнитивни способности, но и даден опит. „Гордостта може да се обедини с радостта, когато детето открие, че е овладяло дадено умение, и да премине в щастие, когато разбере, че това е оценено от другите.“  Гордостта и срамът се свързват с интерперсоналните взаимоотношения. Ч. Кули е първият, който показва, че образът, който Азът има за себе си, зависи от отношението, което другите имат към него или което вярва, че имат. Хартър открива, че 4-5-годишните деца не могат да посочат причините за тези чувства и не зависи от дадено провинение със свидетели или без не споменават срам и гордост, но ги разграничават като добри и лоши и се страхуват от наказание. При 6-7-годишните се появява някакво интуитивно разбиране. Те твърдят, че ако в дадена ситуация са наблюдавани, ще изпитат същите чувства като наблюдаващия, но ако не са наблюдавани няма да изпитат никакви чувства. Седем-осемгодишните вече представят релевантни ситуации, в които биха изпитали срам или гордост, независимо дали са наблюдавани или не. Срамежливостта е болезнена емоция. Децата, които са срамежливи, изпитват огромни затруднения в общуването с другите. Срамежливостта е преживяване, дълбоко проникнато от рефлексията. Срамежливите деца са: неинициативни при разговори, активности, предлагани на идеи, общуване; предпочитат да останат сами и незабелязани, да не прекъсват другите; някои ситуации им създават специални проблеми; изпитват затруднения при комуникацията с другия пол и др. Срамежливостта може да се придружава с чувство на тревожност, депресия и самота. Срамежливостта е тясно свързана с: появата на чувствителност към другите, различаване на реален и идеален Аз, осъзнаване на собствения Аз, откритие на неуместни саморазкрития. Срамежливост, свързана със страха се открива още през първата година и е свързана с присъствие на непознат и др. Вторият вид срамежливост е свързана с появата на самосъзнанието и усещането за неповторимост при сравняването с другите, с усещането за публичност. Този тип срамежливост се появява между 4 – 5 години. Съществува и ситуационна срамежливост, те е обвързана с конкретна ситуация и е нормално състояние срещу нови преживявания. М. Айнсуърт изследва предпазливостта, породена от срещата с непознат при 2-3-4-годишни деца. Повечето от 2-годишните я проявяват спрямо непознати, но при 3-4-годишните не се открива. Зимбардо открива, че деца, които са срамежливи, се описват като физически непривлекателни, грозни, слаби, непопулярни и малко интелигентни. Освен това показват по-малка екстравертност и загриженост за взаимоотношенията с другите.

### Завист и ревност
Завистта е следствие от чувството за собствена непълноценност. Тя се свързва с това, което Азът не притежава. При детето завистта може да се проявява към братя и сестри, особено към новородено. Може да бъде насочена и към родителите – то им завижда за свободата, силата, позициите и т.н. Ревността е не по-малко разрушително чувство. Тя може да се предизвика от: не обръщане на вниманието, което детето очаква, че ще му бъде обърнато; когато на неговата обич не е отговорено с обичта, която му се иска; когато започне да се чувства захвърлено; открие, че любовта може да е „несподелена“ със същата взаимност и трепет. Ревността преобръща любовта в ненавист, дори е възможно да подтикне Аз-а към причиняване на болка, оскърбление, унижение на другия. Тя може да се превърне и в отмъстителност. Ревността се заражда, когато детето изпитва разочарование, което се преживява като обида, заплаха, несигурност, посегателство към самоуважението. Разочарованието открива на детето две неща: любовта, с която е обгрижвано, не е така безусловна и неговото участие не е така незаменимо.

## Разбиране на детето за чуждите емоции
Различните ситуации във всекидневието на детето предполагат и изпитването на различни емоции. Например Борк разказвал на 3-4-годишни деца различни истории като загубване в гора, участие в рожден ден и др. След това децата били помолени да определят емоциите, които изпитват в дадената ситуации и те безпогрешно откривали щастие, тъга и гняв. Също така децата не се затруднили при молба да опишат ситуации, изразяващи вълнение, щастие, изненада, тъга, гняв, уплаха. Но детското разбиране за ситуация е ограничено. На 4 – 5 години те разбират ситуации, с ясно изразена лицева експресия: гняв, радост или тъга. На 7 години децата са в състояние да опишат ситуации, които предизвикват гордост, ревност, тревога и вина, а на 14 – облекчение или разочарование. Разбирането на чувствата на другите предполага и чувствителност към смесени чувства. Децата не осъзнават, че емоциите могат да са предизвикани и от вътрешни състояния, като отчитат повече аспекти на ситуацията (отношение дълг-желание). Според Томас Харис децата могат да отидат отвъд ситуацията и да отчитат желанията при оценката на емоциите на другия. Тези твърдения се потвърждават от него. Той показва способността на децата да интерпретират реакции спрямо едно и също събитие, в границите на собствени желания, искания и цели на героите от различни истории. Например той разказва история за едно слонче и неговото любимо мляко или сок. Децата били помолени да определят как ще се почувства слончето, ако открие, че неговото любимо мляко или сок липсва. Децата на около 5 години отчитат предпочитанията за любимост: ако слончето обича мляко и открие сок, то ще се натъжи и обратно. Малките деца са в състояние да изразяват амбивалентно отношение към други (напр. едновременно наричане не кукла „лоша“ и полагане на грижи за нея). Сюзън Хартър смята, че детето е способно да преживява едновременно две противоположни емоции от най-ранна възраст. Хартър изисква 4-12-годишни деца да опишат ситуации, пораждащи диференцирани емоции (щастие, тъга, гняв), но и комплексни емоции (преживяване на различни емоции в едно и също време). Тя открива ясна последователност в развитието на способността на разбиране на емоциите. Най-малките деца (първи стадий) описват ситуации, които пораждат само една емоция. На втория стадий (5 – 6 години) описват ситуации с две емоции, но само ако са от един и същ тип. На следващия стадий (8 – 9 години) описват ситуации с едновременно две емоции. И на възраст 10 – 11 години децата са в състояние да опишат ситуация, която включва две противоположни чувства (напр. щастие и тъга). В началото децата описват ситуации, които включват два различни причинителя. На 11 години вече осъзнават, че две противоположни емоции като щастие и тъга могат да се пораждат от едно и също нещо. Постепенно в своето развитие детето преминава през етапите и осъзнава, че едно и също събитие може да породи едновременно отрицателни и положителни емоции. Например то може да се чувства щастливо, че е получило подарък, но и разочаровано, защото не е очаквания. Детето е в състояние да оценява не само вътрешните мотиви, но и външните.

## Емоции, когниции и социално поведение
От най-ранна възраст децата започват да се справят с овладяването на емоционално-експресивното си поведение. При изразяване на емоциите участие вземат мотивацията, самооценката, когнитивните структури и поведението. След като детето започва да осъзнава, че това, което изпитва, става достояние на другите, то развива по-богати форми на самоконтрол. Необходимо условие за развитие на самоконтрола е пространството на личностните взаимоотношения. Тези взаимоотношения свързват изразяването на емоциите със самосъзнанието и разбирането. Децата добре разбират значението на изразяваните емоции при изграждането на междуличностните взаимоотношения. Върху процеса на развитието на контрола участва и знанието, което детето притежава за дадените емоции. Знанието за емоциите съществено повлиява върху разгръщането на емоционалното поведение. Връзката между емоции и когнитивни процеси се развива в определена последователност: в началото емоциите са независими от когнитивните процеси, те са относително независими от знаково представяне и от когнитивни процеси със сложна организация; по-късно връзката между когнитивните процеси и емоциите се засилва, когнитивните оценки на събитията започват да оформят емоционалните отговори, съществуващото знание изгражда пластично, емоционално поведение в ситуациите.
Емоциите и поведението са вътрешно свързани. Те зависят от съзнателното или несъзнателното оценяване на събитията като релевантни на дадени цели. „Могат да се превърнат в мотиви на поведението.“  Знанието дава възможност на детето за съставяне на стратегии с цел организиране на поведението в конкретни условия, ситуациите и чувствата, които се появяват, знание за бъдещи събития, които ще настъпят и ситуации, които ще се появят. Децата осъзнават за съществуващата връзка между емоции и поведение, но малките деца се насочват към външно наблюдаваните изрази на емоциите, извлечени в ситуацията и от поведенията, докато по-големите (10-годишни), отчитат вече и скритите вътрешни изрази на емоциите. Малките деца не осъзнават добре връзката между вътрешното и външното, затова и трудно успяват да прикрият дадени емоции. Въпреки това изследвания потвърждават, че още четиригодишните притежават способности, за да контролират поведението си. Този контрол се налага да се осъществява, поради осъзнаването на социалните правила и необходимостта от подчинение. „Контролът върху емоциите зависи от развитието на когнитивните способности – различаване на външното и вътрешното, на отделните перспективи, на измененията на ситуациите във времето, от обединяването на различни знания за емоциите и ситуациите, в които са породени, от способностите за знаково представяне и използване на знака за овладяване на поведението.“ 

## Емоционалното развитие при деца, отглеждани в семейство, ясли и домове
Много деца по света не могат да разчитат на своята най-голяма опора – семейството. Редица автори като Дж. Боулби са изследвали как липсата на майчини грижи и раздялата с майката са основни фактори, предизвикващи нарушения във физическото и психическото развитие. За влиянието на майката върху развитието на детето през ранна възраст са правени интересни изследвания в различни страни. Голдфабр проследява развитието на две групи деца: първата са деца, отглеждани в семейство, втората – в детски домове. И едните и другите са нормално родени без патологична обремененост. Наблюденията продължават три години от 6-месечна възраст до 3 – 3,5-годишна възраст. В края на наблюдението се изследва умственото развитие на децата от двете групи. Резултатите показват, че децата от първата група показват нормално умствено развитие, докато тези, отглеждани без майки и без връзка със семейство, биват в по-голямата си част на границата на умствено изоставане. В България също се провеждат подобно изследвания. Резултатите от подобни изследвания не дават абсолютна общовалидност, но могат да бъдат основания да се направят предположения за тенденциите в емоционалното развитие в различни социални условия.